# Ranip
Ranip è una suddivisione dell'India, classificata come municipality, di 87.573 abitanti, situata nel distretto di Ahmedabad, nello stato federato del Gujarat. In base al numero di abitanti la città rientra nella classe II (da 50.000 a 99.999 persone).

## Geografia fisica
La città è situata a 23° 06' 08 N e 72° 33' 12 E.

## Società

### Evoluzione demografica
Al censimento del 2001 la popolazione di Ranip assommava a 87.573 persone, delle quali 47.032 maschi e 40.541 femmine. I bambini di età inferiore o uguale ai sei anni assommavano a 9.088, dei quali 5.242 maschi e 3.846 femmine. Infine, coloro che erano in grado di saper almeno leggere e scrivere erano 71.458, dei quali 39.895 maschi e 31.563 femmine.